# Snelling (Karolina Południowa)
Snelling – miasto w Stanach Zjednoczonych, w stanie Karolina Południowa, w hrabstwie Barnwell.